# Munții Apenini

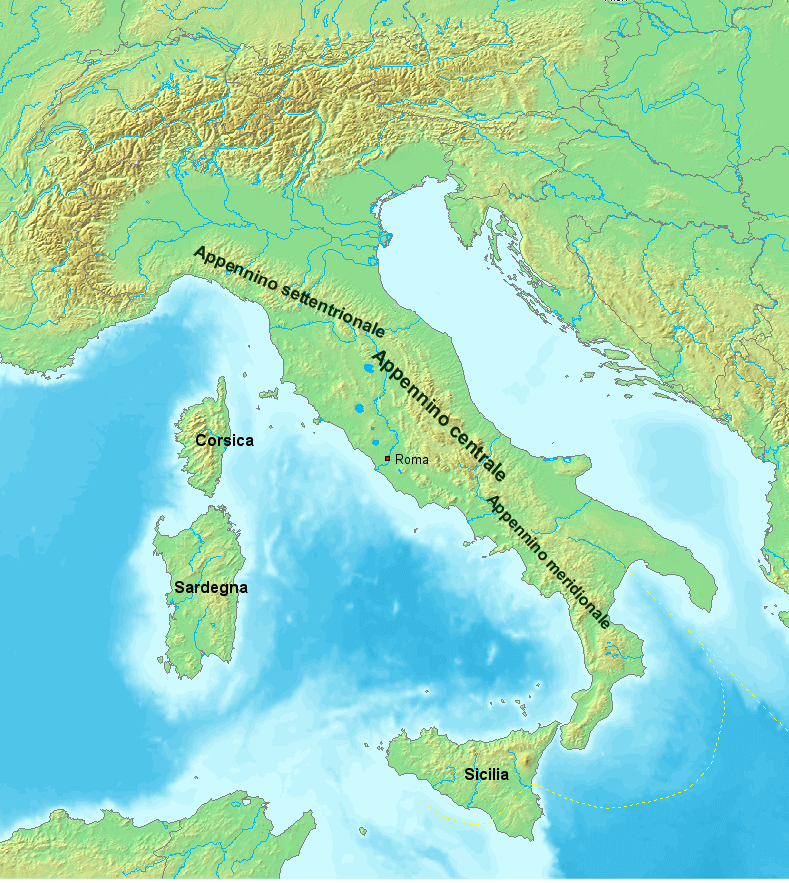
Lanțul Apeninilor de nord, centrali și de sud

Apeninii sunt un lanț muntos în Italia, care se întinde pe o lungime de peste 1200 km din sudul țării până în nordul Italiei unde sunt limitați de Câmpia Padului. Cel mai înalt vârf al Apeninilor este Corno Grande, cu o înălțime de 2912 m. 

## Geografie
Munții Apenini se împart în: Apeninii de nord, Apeninii centrali, și Apeninii de sud. Sunt prezente numeroase formațiuni carstice, precum peșterile. 

### Cele mai înalte vârfuri
- Corno Grande, 2.912 m
- La Maiella, 2.793 m
- Velino, 2.487 m
- Vettore, 2.475 m
- La Meta, 2.240 m

## Clima
Clima Apeninilor este una rece, cu precipitații relativ ridicate, peste 1900 mm precipitații pe an. Temperatura medie anuală nu urcă mai mult de 5 C. Iernile sunt reci, cu multe precipitații sub formă de ninsoare. Verile sunt răcoroase, cu precipitații moderate. 

## Flora
Sunt prezente în special păduri de foioase, dominate de fagi. Mai pot fi însă prezente în Apeninii centrali și păduri mixte, cu numeroase specii de conifere, dintre care cel mai frecvent întâlnit este pinul. 

## Fauna
Fauna munților Apenini este una specifică pădurilor de foioase, incluzând așa specii, precum ursul brun, pisica sălbatică, cerbul, lupul, precum și vidra în apropierea marilor râuri.

## Resurse minerale
Aici se găsesc zăcăminte de: bauxită, blendă, galenă, marmură etc.